# Echthronomas quadrinotata
Echthronomas quadrinotata är en stekelart som först beskrevs av Thomson 1887.  Echthronomas quadrinotata ingår i släktet Echthronomas och familjen brokparasitsteklar. Utöver nominatformen finns också underarten E. q. meridionator.